# Club Atlético Boca Juniors 2022
Questa voce raccoglie le informazioni riguardanti il Boca Juniors nelle competizioni ufficiali della stagione 2022.

## Maglie e sponsor
Il fornitore tecnico per la stagione 2022 è Adidas, mentre lo sponsor ufficiale è Qatar Airways.
| 1ª divisa | 2ª divisa | 3ª divisa |

## Rosa
Aggiornata al 15 settembre 2022.
| N. |                      | Ruolo | Calciatore             |
| -- | -------------------- | ----- | ---------------------- |
| 1  | Argentina (bandiera) | P     | Agustín Rossi          |
| 2  | Argentina (bandiera) | D     | Facundo Roncaglia      |
| 3  | Argentina (bandiera) | D     | Agustín Sández         |
| 4  | Argentina (bandiera) | D     | Nicolás Figal          |
| 5  | Perù (bandiera)      | D     | Carlos Zambrano        |
| 6  | Argentina (bandiera) | D     | Marcos Rojo (capitano) |
| 7  | Argentina (bandiera) | A     | Exequiel Zeballos      |
| 8  | Argentina (bandiera) | C     | Guillermo Fernández    |
| 9  | Argentina (bandiera) | A     | Darío Benedetto        |
| 10 | Paraguay (bandiera)  | C     | Óscar Romero           |
| 11 | Argentina (bandiera) | C     | Martín Payero          |
| 12 | Argentina (bandiera) | P     | Leandro Brey           |
| 13 | Argentina (bandiera) | P     | Javier García          |
| 14 | Argentina (bandiera) | C     | Esteban Rolón          |
| 16 | Argentina (bandiera) | C     | Aaron Molinas          |
| 17 | Perù (bandiera)      | D     | Luis Advíncula         |
| 18 | Colombia (bandiera)  | D     | Frank Fabra            |
| 19 | Argentina (bandiera) | D     | Valentín Barco         |
| 20 | Argentina (bandiera) | C     | Juan Ramírez           |
| 22 | Colombia (bandiera)  | A     | Sebastián Villa        |
| 23 | Argentina (bandiera) | C     | Diego González         |

| N. |                      | Ruolo | Calciatore          |
| -- | -------------------- | ----- | ------------------- |
| 25 | Argentina (bandiera) | P     | Sergio Romero       |
| 27 | Argentina (bandiera) | A     | Nicolás Orsini      |
| 28 | Argentina (bandiera) | A     | Gonzalo Morales     |
| 29 | Armenia (bandiera)   | A     | Norberto Briasco    |
| 31 | Argentina (bandiera) | A     | Brandon Cortés      |
| 32 | Argentina (bandiera) | C     | Agustín Almendra    |
| 33 | Argentina (bandiera) | C     | Alan Varela         |
| 33 | Argentina (bandiera) | C     | Pedro Velurtas      |
| 35 | Argentina (bandiera) | C     | Gabriel Vega        |
| 36 | Argentina (bandiera) | C     | Cristian Medina     |
| 38 | Argentina (bandiera) | A     | Luis Vázquez        |
| 39 | Argentina (bandiera) | D     | Gabriel Aranda      |
| 41 | Argentina (bandiera) | A     | Luca Langoni        |
| 43 | Argentina (bandiera) | A     | Maximiliano Zalazar |
| 57 | Argentina (bandiera) | D     | Marcelo Weigandt    |
| -- | Argentina (bandiera) | D     | Gastón Ávila        |
| -- | Colombia (bandiera)  | C     | Jorman Campuzano    |
| -- | Argentina (bandiera) | D     | Carlos Izquierdoz   |
| -- | Argentina (bandiera) | A     | Cristian Pavón      |
| -- | Argentina (bandiera) | C     | Eduardo Salvio      |
| -- | Argentina (bandiera) | A     | Vicente Taborda     |

## Calciomercato

### Sessione estiva
| Acquisti | Acquisti            | Acquisti            | Acquisti                             |
| R.       | Nome                | da                  | Modalità                             |
| -------- | ------------------- | ------------------- | ------------------------------------ |
| D        | Gastón Ávila        | Rosario Central     | fine prestito                        |
| A        | Walter Bou          | Defensa y Justicia  | fine prestito                        |
| A        | Ramón Ábila         | D.C. United         | fine prestito                        |
| C        | Franco Cristaldo    | Huracán             | fine prestito                        |
| A        | Mateo Retegui       | Talleres (C)        | fine prestito                        |
| A        | Darío Benedetto     | Olympique Marsiglia | acquisto definitivo (3 milioni €)    |
| D        | Nicolás Figal       | Inter Miami         | acquisto definitivo (2,36 milioni €) |
| C        | Guillermo Fernández | Cruz Azul           | acquisto definitivo (1.79 milioni €) |
| C        | Óscar Romero        | svincolato          | acquisto definitivo                  |

| Cessioni | Cessioni         | Cessioni              | Cessioni                             |
| R.       | Nome             | a                     | Modalità                             |
| -------- | ---------------- | --------------------- | ------------------------------------ |
| A        | Edwin Cardona    | Club Tijuana          | fine prestito                        |
| A        | Agustín Obando   | Tigre                 | prestito (31.12.2022)                |
| C        | Franco Cristaldo | Huracán               | cessione definitiva (442 mila €)     |
| D        | Lisandro López   | Club Tijuana          | cessione definitiva (2 milioni €)    |
| A        | Walter Bou       | Defensa y Justicia    | cessione definitiva (1,32 milioni €) |
| A        | Mateo Retegui    | Tigre                 | prestito (31.12.2023)                |
| A        | Ramón Ábila      | Colón (SF)            | cessione definitiva (1,50 milioni €) |
| C        | Rodrigo Montes   | Central Córdoba (SdE) | prestito (31.12.2022)                |

### Sessione invernale
| Acquisti | Acquisti          | Acquisti      | Acquisti                                     |
| R.       | Nome              | da            | Modalità                                     |
| -------- | ----------------- | ------------- | -------------------------------------------- |
| P        | Sergio Romero     | Venezia       | acquisto definitivo (gratuito)               |
| D        | Facundo Roncaglia | Arīs Limassol | acquisto definitivo (gratuito)               |
| A        | Gonzalo Maroni    | Atlas         | fine prestito                                |
| C        | Martín Payero     | Middlesbrough | prestito con diritto di riscatto (30.6.2023) |

| Cessioni | Cessioni          | Cessioni       | Cessioni                            |
| R.       | Nome              | a              | Modalità                            |
| -------- | ----------------- | -------------- | ----------------------------------- |
| D        | Gastón Ávila      | Anversa        | cessione definitiva (4,4 milioni €) |
| A        | Cristian Pavón    |                | svincolato                          |
| A        | Eduardo Salvio    |                | svincolato                          |
| D        | Carlos Izquierdoz | Sporting Gijón | cessione definitiva (gratuita)      |
| A        | Gonzalo Maroni    | San Lorenzo    | prestito (31.12.2023)               |
| C        | Jorman Campuzano  | Giresunspor    | prestito (30.6.2023)                |
| A        | Vicente Taborda   | Platense       | prestito (31.12.2022)               |

## Risultati
Dati aggiornati al 7 novembre 2022.

### Liga Profesional
| Arbitro: | Fernando Espinoza |

|                      |           |            |
| Sández 14’ Villa 16’ | Marcatori | 27’ Pittón |

| Arbitro: | Pablo Echavarría |

|              |           |  |
| González 56’ | Marcatori |  |

| Arbitro: | Jorge Baliño |

|                                                                            |           |                                          |
| Benedetto 11’ Zeballos 54’ Demartini 57’ (aut.) Zeballos 74’ Benedetto 77’ | Marcatori | 35’ (aut.) Figal 66’ Retegui 89’ Retegui |

| Arbitro: | Patricio Loustau |

|                |           |                                      |
| Bandiera 45+1’ | Marcatori | 41’ Villa 58’ Fernández 67’ Zeballos |

| Arbitro: | Yael Falcón Pérez |

|                   |           |                             |
| Salvio 40’ (rig.) | Marcatori | 25’ Juárez 90+15’ Troyansky |

| Arbitro: | Darío Herrera |

|  |           |                                     |
|  | Marcatori | 20’ Galoppo 33’ Enrique 37’ Enrique |

| Arbitro: | Fernando Espinoza |

|                      |           |          |
| Giay 37’ Bareiro 53’ | Marcatori | 27’ Rojo |

| Arbitro: | Pavki Dóvalo |

|                 |           |  |
| Rojo 78’ (rig.) | Marcatori |  |

| Arbitro: | Fernando Rapallini |

|                         |           |  |
| Carabajal 23’ Verón 43’ | Marcatori |  |

| Arbitro: | Hernán Mastrángelo |

|                                  |           |           |
| Fernández 11’ Rojo 58’ Villa 68’ | Marcatori | 76’ Morel |

| Arbitro: | Facundo Tello |

|                                    |           |  |
| Rodríguez 24’ Sosa 39’ Acevedo 79’ | Marcatori |  |

| Arbitro: | Yael Falcón Pérez |

|                       |           |                |
| Romero 12’ Romero 43’ | Marcatori | 55’ Morgantini |

| Avellaneda 14 agosto 2022, ore 20:30 UTC-3 13ª giornata | Racing Club        | 0 – 0 referto | Boca Juniors | El Cilindro\| Arbitro: \| Fernando Rapallini \| |
| Arbitro:                                                | Fernando Rapallini |               |              |                                                 |

| Buenos Aires 17 agosto 2022, ore 21:30 UTC-3 14ª giornata | Boca Juniors     | 0 – 0 referto | Rosario Central | La Bombonera\| Arbitro: \| Pablo Echevarría \| |
| Arbitro:                                                  | Pablo Echevarría |               |                 |                                                |

| Arbitro: | Silvio Trucco |

|  |           |               |
|  | Marcatori | 90+2’ Vázquez |

| Arbitro: | Fernando Espinoza |

|                         |           |           |
| Langoni 77’ Langoni 87’ | Marcatori | 17’ Lotti |

| Arbitro: | Hernán Mastrángelo |

|                      |           |                         |
| Rodríguez 40’ (rig.) | Marcatori | 11’ Briasco 74’ Langoni |

| Arbitro: | Darío Herrera |

|               |           |  |
| Benedetto 65’ | Marcatori |  |

| Arbitro: | Facundo Tello |

|  |           |               |
|  | Marcatori | 90’ Benedetto |

| Buenos Aires 18 settembre 2022, ore 19:00 UTC-3 20ª giornata | Boca Juniors      | 0 – 0 referto | Huracán | La Bombonera\| Arbitro: \| Yael Falcón Pérez \| |
| Arbitro:                                                     | Yael Falcón Pérez |               |         |                                                 |

| Arbitro: | Pablo Echavarría |

|  |           |             |
|  | Marcatori | 40’ Langoni |

| Arbitro: | Patricio Loustau |

|             |           |  |
| Morales 79’ | Marcatori |  |

| Arbitro: | Héctor Mastrangelo |

|                |           |                       |
| L. Morales 57’ | Marcatori | 38’ Fabra 66’ Langoni |

| Arbitro: | Silvio Trucco |

|                            |           |               |
| Payero 11’ Benedetto 45+5’ | Marcatori | 16’ Valentini |

| Arbitro: | Facundo Tello |

|  |           |               |
|  | Marcatori | 45+1’ Langoni |

| Arbitro: | Patricio Loustau |

|                      |           |  |
| García 47’ Ditta 81’ | Marcatori |  |

| Arbitro: | Darío Herrera |

|                            |           |                                     |
| G. Fernández 34’ Villa 49’ | Marcatori | 32’ (rig.) L. Fernández 81’ Vallejo |

### Copa de la Liga Profesional

#### Fase a gruppi
| Arbitro: | Fernando Echenique |

|               |           |             |
| Benedetto 22’ | Marcatori | 85’ Beltrán |

| Arbitro: | Patricio Loustau |

|                   |           |                     |
| Cauteruccio 90+1’ | Marcatori | 15’ Villa 49’ Villa |

| Arbitro: | Ariel Penel |

|                          |           |              |
| Izquierdoz 49’ Fabra 80’ | Marcatori | 85’ Martínez |

| Arbitro: | Facundo Tello |

|                      |           |                                    |
| Togni 30’ Soñora 79’ | Marcatori | 16’ (rig.) Benedetto 44’ Benedetto |

| Arbitro: | Nicolás Lamolina |

|  |           |             |
|  | Marcatori | 30’ Cóccaro |

| Arbitro: | Fernando Echenique |

|  |           |               |
|  | Marcatori | 53’ Advíncula |

| Arbitro: | Darío Herrera |

|  |           |           |
|  | Marcatori | 53’ Villa |

| Arbitro: | Leandro Rey Hilfer |

|                             |           |                         |
| Vázquez 34’ Rojo 74’ (rig.) | Marcatori | 61’ Lomonaco 75’ Colmán |

| Buenos Aires 9 aprile 2022, ore 21:30 UTC-3 9ª giornata | Vélez Sarsfield  | 0 – 0 referto | Boca Juniors | Stadio José Amalfitani\| Arbitro: \| Patricio Loustau \| |
| Arbitro:                                                | Patricio Loustau |               |              |                                                          |

| Arbitro: | Facundo Tello |

|          |           |          |
| Villa 5’ | Marcatori | 26’ Sand |

| Arbitro: | Hernán Mastrángelo |

|                      |           |               |
| Benedetto 34’ (rig.) | Marcatori | 44’ Rodríguez |

| Arbitro: | Yael Falcón Pérez |

|                  |           |                      |
| López 45’ (rig.) | Marcatori | 3’ Salvio 84’ Salvio |

| Arbitro: | Fernando Espinoza |

|                            |           |  |
| Benedetto 4’ Benedetto 60’ | Marcatori |  |

| Arbitro: | Pablo Echavarría |

|  |           |                           |
|  | Marcatori | 44’ Benedetto 65’ Vázquez |

#### Fase finale

##### Quarti di finale
| Arbitro: | Andrés Merlo |

|                       |           |  |
| Villa 41’ Ramírez 78’ | Marcatori |  |

##### Semifinali
| Arbitro: | Facundo Tello |

|                                                      |                      |                                                         |
| Piovi Cardona Chancalay Alcaraz Copetti Correa Insúa | Tiri di rigore 5 – 6 | Rojo Izquierdoz Fernández Benedetto Salvio Villa Varela |

##### Finale
| Arbitro: | Darío Herrera |

|                                  |           |  |
| Rojo 45+4’ Fabra 68’ Vázquez 86’ | Marcatori |  |

### Coppa Argentina

#### Trentaduesimi di finale
| Arbitro: | Patricio Loustau |

|                                                         |           |              |
| Orsini 13’ Orsini 66’ Vázquez 79’ Zeballos 90+4’ (rig.) | Marcatori | 26’ Di Vanni |

Il Boca Juniors si è qualificato per i sedicesimi di finale.

#### Sedicesimi di finale
| Arbitro: | Hernán Mastrángelo |

|  |           |           |
|  | Marcatori | 78’ Villa |

Battendo il Ferro Carril Oeste, il Boca Juniors si è qualificato agli ottavi di finale di Copa Argentina.

#### Ottavi di finale
| Arbitro: | Maximiliano Ramírez |

|  |           |               |
|  | Marcatori | 25’ Fernández |

Con la vittoria per 1-0 sull'Agropecuario, il Boca Juniors si è qualificato ai quarti di finale di Copa Argentina.

#### Quarti di finale
| Arbitro: | Ariel Penel |

|                                      |           |                       |
| Benedetto 7’ Morales 34’ Langoni 59’ | Marcatori | 4’ Bonetto 64’ Pavone |

Con la vittoria per 3-2 sul Quilmes, il Boca Juniors si è qualificato alle semifinali di Copa Argentina.

#### Semifinale
| Arbitro: | Yael Falcón Pérez |

|                                  |                      |                                    |
| Estigarribia 32’                 | Marcatori            | 73’ Villa                          |
| Acevedo Estigarribia Giani Cobos | Tiri di rigore 3 – 2 | Romero Langoni Varela Sández Villa |

Dopo il pareggio per 1-1 dopo i tempi regolamentari, è stata necessaria la disputa dei calci di rigore da cui è uscito vincitore per 3-2 il Patronato, eliminando in tal modo il Boca Juniors dalla Coppa Argentina.

### Trofeo de Campeones

#### Finale
| Arbitro: | Facundo Tello |

|             |           |                        |
| Briasco 19’ | Marcatori | 22’ Rojas 118’ Alcaraz |

Il Boca Juniors è uscito sconfitto per 2-1 dal Racing Club dalla finale del Trofeos de Campeones. La partita è finita prima della fine dei tempi supplementari per la mancanza del numero minimo di giocatori in campo per il Boca Juniors, essendo rimasti in 6 giocatori in campo dopo l'espulsione di ben 7 giocatori.

### Supercoppa Argentina
| 2022, ore 21:30 UTC-3 Finale (gara unica) | Boca Juniors | – | River Plate |  |

### Coppa Libertadores 2022

#### Fase a gironi
| Arbitro: | Jesús Valenzuela |

|                          |           |  |
| Burdisso 70’ Vásquez 80’ | Marcatori |  |

| Arbitro: | Gustavo Tejera |

|                               |           |  |
| 25’ Benedetto 90+6’ Benedetto | Marcatori |  |

| Arbitro: | Andrés Matonte |

|                      |           |  |
| Maycon 5’ Maycon 78’ | Marcatori |  |

| Arbitro: | Kevin Ortega |

|  |           |                   |
|  | Marcatori | 37’ (rig.) Salvio |

| Arbitro: | Christian Ferreyra |

|               |           |                |
| 42’ Benedetto | Marcatori | 16’ Du Queiroz |

| Arbitro: | Piero Maza |

|            |           |  |
| 54’ Varela | Marcatori |  |

Grazie al 1º posto ottenuto nel GIrone E, il Boca Juniors si è qualificato alla Fase finale di Coppa Libertadores.

#### Fase finale

##### Ottavi di finale
| San Paolo 28 giugno 2022, ore 21:30 UTC-3 Ottavi di finale (andata) | Corinthians   | 0 – 0 referto | Boca Juniors | Arena Corinthians\| Arbitro: \| Roberto Tobar \| |
| Arbitro:                                                            | Roberto Tobar |               |              |                                                  |

| Arbitro: | Andrés Matonte |

|                                                                 |                      |                                                                                 |
| Rojo Izquierdoz Villa Fernández Benedetto Romero Varela Ramírez | Tiri di rigore 5 – 6 | Fábio Santos Cantillo Raul Gustavo Bruno Melo Róger Guedes Roni Lucas Piton Gil |

Uscendo sconfitto ai calci di rigore, il Boca Juniors viene eliminato dalla Coppa Libertadores 2022.

## Statistiche
Dati aggiornati al 27 ottobre 2022.

### Statistiche di squadra
| Competizione                           | In casa | In casa | In casa | In casa | In casa | In casa | In trasferta | In trasferta | In trasferta | In trasferta | In trasferta | In trasferta | Totale | Totale | Totale | Totale | Totale | Totale | DR  |
| Competizione                           | G       | V       | N       | P       | Gf      | Gs      | G            | V            | N            | P            | Gf           | Gs           | G      | V      | N      | P      | Gf     | Gs     | DR  |
| -------------------------------------- | ------- | ------- | ------- | ------- | ------- | ------- | ------------ | ------------ | ------------ | ------------ | ------------ | ------------ | ------ | ------ | ------ | ------ | ------ | ------ | --- |
| Primera División                       | 14      | 9       | 3       | 2       | 22      | 15      | 13           | 7            | 1            | 5            | 12           | 13           | 27     | 16     | 4      | 7      | 34     | 28     | +6  |
| Copa de la Liga Profesional            | 10      | 5       | 3       | 2       | 15      | 7       | 7            | 4            | 3            | 0            | 9            | 4            | 17     | 9      | 7      | 1      | 24     | 11     | +13 |
| Coppa Libertadores                     | 4       | 2       | 2       | 0       | 4       | 1       | 4            | 1            | 1            | 2            | 1            | 4            | 8      | 3      | 3      | 2      | 5      | 5      | 0   |
| Coppa Argentina e Supercoppa Argentina | 2       | 2       | 0       | 0       | 7       | 3       | 3            | 2            | 1            | 0            | 3            | 1            | 5      | 4      | 1      | 0      | 10     | 4      | +6  |
| Totale                                 | 30      | 18      | 9       | 4       | 47      | 26      | 27           | 14           | 6            | 7            | 25           | 22           | 57     | 32     | 15     | 10     | 73     | 48     | +25 |

### Statistiche individuali
| Giocatore     | Primera División | Primera División | Primera División | Primera División | Copa Liga Profesional | Copa Liga Profesional | Copa Liga Profesional | Copa Liga Profesional | Coppa Libertadores | Coppa Libertadores | Coppa Libertadores | Coppa Libertadores | Coppa Argentina Supercopa Argentina Trofeo de Campeones | Coppa Argentina Supercopa Argentina Trofeo de Campeones | Coppa Argentina Supercopa Argentina Trofeo de Campeones | Coppa Argentina Supercopa Argentina Trofeo de Campeones | Totale   | Totale | Totale      | Totale     |
| Giocatore     | Presenze         | Reti             | Ammonizioni      | Espulsioni       | Presenze              | Reti                  | Ammonizioni           | Espulsioni            | Presenze           | Reti               | Ammonizioni        | Espulsioni         | Presenze                                                | Reti                                                    | Ammonizioni                                             | Espulsioni                                              | Presenze | Reti   | Ammonizioni | Espulsioni |
| ------------- | ---------------- | ---------------- | ---------------- | ---------------- | --------------------- | --------------------- | --------------------- | --------------------- | ------------------ | ------------------ | ------------------ | ------------------ | ------------------------------------------------------- | ------------------------------------------------------- | ------------------------------------------------------- | ------------------------------------------------------- | -------- | ------ | ----------- | ---------- |
| L. Advíncula  | 20               | 0                | 8                | 0                | 14                    | 1                     | 4                     | 0                     | 7                  | 0                  | 0                  | 0                  | 2                                                       | 0                                                       | 0                                                       | 1                                                       | 43       | 1      | 12          | 1          |
| A. Almendra   | 0                | 0                | 0                | 0                | 2                     | 0                     | 0                     | 0                     | 0                  | 0                  | 0                  | 0                  | 0                                                       | 0                                                       | 0                                                       | 0                                                       | 2        | 0      | 0           | 0          |
| G. Aranda     | 4                | 0                | 1                | 0                | 3                     | 0                     | 0                     | 0                     | 1                  | 0                  | 1                  | 0                  | 2                                                       | 0                                                       | 0                                                       | 0                                                       | 10       | 0      | 2           | 0          |
| D. Benedetto  | 17               | 5                | 4                | 0                | 14                    | 7                     | 2                     | 0                     | 7                  | 3                  | 4                  | 0                  | 3                                                       | 1                                                       | 1                                                       | 1                                                       | 41       | 16     | 11          | 1          |
| L. Brey       | 0                | 0                | 0                | 0                | 0                     | 0                     | 0                     | 0                     | 1                  | 0                  | 0                  | 0                  | 0                                                       | 0                                                       | 0                                                       | 0                                                       | 1        | 0      | 0           | 0          |
| N. Briasco    | 4                | 1                | 1                | 0                | 0                     | 0                     | 0                     | 0                     | 0                  | 0                  | 0                  | 0                  | 2                                                       | 1                                                       | 0                                                       | 0                                                       | 6        | 2      | 1           | 0          |
| B. Cortés     | 2                | 0                | 0                | 0                | 0                     | 0                     | 0                     | 0                     | 0                  | 0                  | 0                  | 0                  | 0                                                       | 0                                                       | 0                                                       | 0                                                       | 2        | 0      | 0           | 0          |
| F. Fabra      | 22               | 1                | 10               | 0                | 14                    | 2                     | 5                     | 1                     | 5                  | 0                  | 3                  | 0                  | 3                                                       | 0                                                       | 3                                                       | 1                                                       | 44       | 3      | 21          | 2          |
| G. Fernández  | 24               | 3                | 10               | 0                | 15                    | 0                     | 5                     | 0                     | 7                  | 0                  | 1                  | 0                  | 5                                                       | 1                                                       | 2                                                       | 0                                                       | 51       | 4      | 18          | 0          |
| N. Figal      | 13               | 0                | 2                | 0                | 6                     | 0                     | 1                     | 0                     | 3                  | 0                  | 1                  | 0                  | 4                                                       | 0                                                       | 1                                                       | 0                                                       | 26       | 0      | 5           | 0          |
| J. García     | 3                | -6               | 0                | 0                | 4                     | -3                    | 0                     | 0                     | 1                  | -2                 | 0                  | 0                  | 4                                                       | -4                                                      | 0                                                       | 0                                                       | 12       | -15    | 0           | 0          |
| N. Genez      | 0                | 0                | 0                | 0                | 0                     | 0                     | 0                     | 0                     | 0                  | 0                  | 0                  | 0                  | 1                                                       | 0                                                       | 0                                                       | 0                                                       | 1        | 0      | 0           | 0          |
| D. González   | 1                | 0                | 0                | 0                | 6                     | 0                     | 1                     | 0                     | 0                  | 0                  | 0                  | 0                  | 0                                                       | 0                                                       | 0                                                       | 1                                                       | 7        | 0      | 1           | 1          |
| L. Langoni    | 18               | 6                | 2                | 0                | 0                     | 0                     | 0                     | 0                     | 0                  | 0                  | 0                  | 0                  | 3                                                       | 1                                                       | 0                                                       | 0                                                       | 21       | 7      | 2           | 0          |
| C. Medina     | 17               | 0                | 2                | 0                | 12                    | 0                     | 0                     | 0                     | 5                  | 0                  | 3                  | 0                  | 6                                                       | 0                                                       | 1                                                       | 0                                                       | 40       | 0      | 6           | 0          |
| A. Molinas    | 14               | 0                | 2                | 0                | 11                    | 0                     | 3                     | 0                     | 0                  | 0                  | 0                  | 0                  | 2                                                       | 0                                                       | 0                                                       | 0                                                       | 27       | 0      | 5           | 0          |
| G. Morales    | 5                | 1                | 0                | 0                | 0                     | 0                     | 0                     | 0                     | 0                  | 0                  | 0                  | 0                  | 2                                                       | 1                                                       | 0                                                       | 0                                                       | 7        | 2      | 0           | 0          |
| N. Orsini     | 10               | 0                | 1                | 0                | 6                     | 0                     | 0                     | 0                     | 2                  | 0                  | 0                  | 0                  | 4                                                       | 2                                                       | 0                                                       | 0                                                       | 22       | 2      | 1           | 0          |
| M. Payero     | 14               | 1                | 3                | 0                | 0                     | 0                     | 0                     | 0                     | 0                  | 0                  | 0                  | 0                  | 2                                                       | 0                                                       | 0                                                       | 0                                                       | 16       | 1      | 3           | 0          |
| J. Ramírez    | 21               | 0                | 3                | 0                | 16                    | 1                     | 1                     | 0                     | 7                  | 0                  | 0                  | 0                  | 4                                                       | 0                                                       | 0                                                       | 0                                                       | 48       | 1      | 4           | 0          |
| S. Rivero     | 2                | 0                | 1                | 0                | 0                     | 0                     | 0                     | 0                     | 0                  | 0                  | 0                  | 0                  | 0                                                       | 0                                                       | 0                                                       | 0                                                       | 2        | 0      | 1           | 0          |
| M. Rojo       | 11               | 3                | 5                | 1                | 15                    | 2                     | 6                     | 0                     | 3                  | 0                  | 1                  | 0                  | 0                                                       | 0                                                       | 0                                                       | 0                                                       | 29       | 5      | 12          | 1          |
| E. Rolón      | 7                | 0                | 3                | 0                | 2                     | 0                     | 0                     | 0                     | 0                  | 0                  | 0                  | 0                  | 3                                                       | 0                                                       | 0                                                       | 0                                                       | 12       | 0      | 3           | 0          |
| Ó. Romero     | 22               | 2                | 3                | 0                | 10                    | 0                     | 2                     | 0                     | 8                  | 0                  | 1                  | 0                  | 5                                                       | 0                                                       | 0                                                       | 0                                                       | 45       | 2      | 6           | 0          |
| S. Romero     | 0                | 0                | 0                | 0                | 0                     | 0                     | 0                     | 0                     | 0                  | 0                  | 0                  | 0                  | 0                                                       | 0                                                       | 0                                                       | 0                                                       | 0        | 0      | 0           | 0          |
| F. Roncaglia  | 11               | 0                | 1                | 0                | 0                     | 0                     | 0                     | 0                     | 0                  | 0                  | 0                  | 0                  | 3                                                       | 0                                                       | 0                                                       | 0                                                       | 14       | 0      | 1           | 0          |
| A. Rossi      | 24               | -22              | 1                | 0                | 13                    | -8                    | 1                     | 0                     | 7                  | -1                 | 1                  | 0                  | 2                                                       | -2                                                      | 0                                                       | 0                                                       | 46       | -33    | 3           | 0          |
| A. Sández     | 8                | 1                | 4                | 0                | 5                     | 0                     | 0                     | 0                     | 1                  | 0                  | 0                  | 0                  | 3                                                       | 0                                                       | 0                                                       | 0                                                       | 17       | 1      | 4           | 0          |
| A. Varela     | 22               | 0                | 6                | 0                | 8                     | 0                     | 1                     | 0                     | 7                  | 1                  | 3                  | 0                  | 5                                                       | 0                                                       | 2                                                       | 1                                                       | 42       | 1      | 12          | 1          |
| L. Vázquez    | 24               | 1                | 4                | 1                | 14                    | 3                     | 1                     | 0                     | 5                  | 0                  | 0                  | 0                  | 4                                                       | 1                                                       | 0                                                       | 0                                                       | 47       | 5      | 5           | 1          |
| S. Villa      | 17               | 4                | 1                | 0                | 17                    | 5                     | 3                     | 0                     | 2                  | 0                  | 1                  | 0                  | 4                                                       | 2                                                       | 0                                                       | 1                                                       | 40       | 11     | 5           | 1          |
| M. Weigandt   | 8                | 0                | 1                | 0                | 3                     | 0                     | 0                     | 0                     | 0                  | 0                  | 0                  | 0                  | 4                                                       | 0                                                       | 0                                                       | 0                                                       | 15       | 0      | 1           | 0          |
| M. Zalazar    | 2                | 0                | 1                | 0                | 0                     | 0                     | 0                     | 0                     | 0                  | 0                  | 0                  | 0                  | 0                                                       | 0                                                       | 0                                                       | 0                                                       | 2        | 0      | 1           | 0          |
| C. Zambrano   | 19               | 0                | 9                | 0                | 6                     | 0                     | 1                     | 0                     | 4                  | 0                  | 0                  | 0                  | 1                                                       | 0                                                       | 0                                                       | 1                                                       | 30       | 0      | 10          | 1          |
| E. Zeballos   | 9                | 3                | 3                | 0                | 8                     | 0                     | 2                     | 0                     | 8                  | 0                  | 0                  | 0                  | 3                                                       | 1                                                       | 0                                                       | 0                                                       | 28       | 4      | 5           | 0          |
| G. Ávila      | 1                | 0                | 0                | 0                | 3                     | 0                     | 0                     | 0                     | 2                  | 0                  | 1                  | 0                  | 1                                                       | 0                                                       | 0                                                       | 0                                                       | 7        | 0      | 1           | 0          |
| J. Campuzano  | 3                | 0                | 0                | 0                | 10                    | 0                     | 2                     | 0                     | 3                  | 0                  | 1                  | 0                  | 0                                                       | 0                                                       | 0                                                       | 0                                                       | 16       | 0      | 3           | 0          |
| C. Izquierdoz | 5                | 0                | 2                | 1                | 9                     | 1                     | 1                     | 0                     | 4                  | 0                  | 1                  | 0                  | 1                                                       | 0                                                       | 0                                                       | 0                                                       | 19       | 1      | 4           | 1          |
| C. Pavón      | 0                | 0                | 0                | 0                | 0                     | 0                     | 2                     | 0                     | 0                  | 0                  | 0                  | 0                  | 0                                                       | 0                                                       | 0                                                       | 0                                                       | 0        | 0      | 2           | 0          |
| E. Salvio     | 1                | 1                | 0                | 0                | 11                    | 2                     | 0                     | 0                     | 6                  | 1                  | 0                  | 0                  | 1                                                       | 0                                                       | 0                                                       | 0                                                       | 19       | 4      | 0           | 0          |
| V. Taborda    | 1                | 0                | 0                | 0                | 0                     | 0                     | 0                     | 0                     | 0                  | 0                  | 0                  | 0                  | 1                                                       | 0                                                       | 0                                                       | 0                                                       | 2        | 0      | 0           | 0          |